# Liste de jeux vidéo Spider-Man
La liste de jeux vidéo Spider-Man répertorie les jeux de la série basée sur la franchise Spider-Man sortis sur console, ordinateur, en arcade et sur téléphone mobile, et les jeux incluant Spider-Man en tant que personnage joueur.

## Jeux vidéo de la sérieSpider-Man
| Titre                                                             | Date | Plate-forme | Développeur                                                                                    | Éditeur                             |
| ----------------------------------------------------------------- | ---- | --- | ---------------------------------------------------------------------------------------------- | ----------------------------------- |
| Spider-Man                                                        | 1982 | Atari 2600 | Atari Inc.                                                                                     | Parker Brothers                     |
| Questprobe featuring Spider-Man                                   | 1984 | Amstrad CPC, Apple II, Commodore 64, Commodore 16, Atari 8-bit, ZX Spectrum, IBM PC                                                                              | Adventure International                                                                        | Adventure International             |
| The Amazing Spider-Man and Captain America in Dr. Doom's Revenge! | 1989 | PC (MS-DOS), Amiga, Atari ST, Amstrad CPC, ZX Spectrum, Commodore 64                                                                                             | Paragon Software                                                                               | Medallist                           |
| The Amazing Spider-Man                                            | 1990 | Amiga, PC (MS-DOS), Atari ST, Commodore 64 | Oxford D.E.                                                                                    | Paragon                             |
| The Amazing Spider-Man                                            | 1990 | Game Boy | Rare                                                                                           | LJN / Nintendo                      |
| The Amazing Spider-Man vs. The Kingpin                            | 1990 | Mega Drive, Master System, Game Gear, Mega-CD | Technopop                                                                                      | Sega                                |
| Spider-Man: The Video Game                                        | 1991 | Arcade | Sega                                                                                           | Sega                                |
| Spider-Man 2                                                      | 1992 | Game Boy | Bits Studios                                                                                   | LJN                                 |
| Spider-Man: Return of the Sinister Six                            | 1992 | NES, Master System, Game Gear | Bits Studios                                                                                   | LJN / Flying Edge                   |
| Spider-Man and the X-Men: Arcade's Revenge                        | 1992 | Super Nintendo, Mega Drive, Game Gear, Game Boy | Software Creations                                                                             | Acclaim / LJN / Flying Edge         |
| Spider-Man 3: Invasion of the Spider-Slayers                      | 1993 | Game Boy | Bits Studios                                                                                   | LJN                                 |
| Spider-Man and Venom: Maximum Carnage                             | 1994 | Super Nintendo, Mega Drive | Software Creations                                                                             | LJN                                 |
| The Amazing Spider-Man: Lethal Foes                               | 1995 | Super Nintendo | Argent, Epoch                                                                                  | Epoch                               |
| Spider-Man and Venom: Separation Anxiety                          | 1995 | Super Nintendo, Mega Drive | Software Creations                                                                             | Acclaim                             |
| Spider-Man: The Animated Series                                   | 1995 | Super Nintendo, Mega Drive | Western Technologies                                                                           | LJN / Acclaim                       |
| Spider-Man: Web of Fire                                           | 1996 | 32X | BlueSky Software                                                                               | Sega                                |
| Spider-Man                                                        | 2000 | PlayStation, Game Boy Color, Nintendo 64, Dreamcast, PC (Windows)                                                                                                | Neversoft / Vicarious Visions / Edge of Reality / Treyarch / Gray Matter Interactive           | Activision                          |
| Spider-Man 2: The Sinister Six                                    | 2001 | Game Boy Color | Torus Games                                                                                    | Activision                          |
| Spider-Man 2 : La Revanche d'Electro                              | 2001 | PlayStation | Vicarious Visions                                                                              | Activision                          |
| Spider-Man: Mysterio's Menace                                     | 2001 | Game Boy Advance | Vicarious Visions                                                                              | Activision                          |
| Spider-Man                                                        | 2002 | PC (Windows), GameCube, PlayStation 2, Xbox, Game Boy Advance | Gray Matter Interactive / Treyarch / Digital Eclipse Software                                  | Activision / Capcom                 |
| Spider-Man 2                                                      | 2004 | PC (Windows), GameCube, PlayStation 2, Xbox, Game Boy Advance, N-Gage, Mac (Mac OS X), Nintendo DS, PlayStation Portable                                         | Treyarch / The Fizz Factor / Digital Eclipse Software / Activision / Aspyr / Vicarious Visions | Activision / Taito / Nokia / Capcom |
| Ultimate Spider-Man                                               | 2005 | Nintendo DS, PC (Windows), GameCube, PlayStation 2, Xbox, Game Boy Advance                                                                                       | Vicarious Visions / Treyarch / Beenox                                                          | Activision / Taito                  |
| Spider-Man : Bataille pour New York                               | 2006 | Nintendo DS, Game Boy Advance, Téléphone mobile | Torus Games                                                                                    | Activision                          |
| Spider-Man 3                                                      | 2007 | Nintendo DS, PC (Windows), GameCube, PlayStation 2, PlayStation 3, Xbox, Xbox 360, Game Boy Advance, PlayStation Portable, Wii                                   | Vicarious Visions / Beenox /Treyarch                                                           | Activision                          |
| Spider-Man : Allié ou Ennemi                                      | 2007 | PC (Windows), Nintendo DS, PlayStation 2, PlayStation 3, PlayStation Portable, Wii, Xbox 360                                                                     | Next Level Games / A2M / Beenox                                                                | Activision                          |
| Spider-Man : Le Règne des ombres                                  | 2008 | PC (Windows), Nintendo DS, PlayStation 2, PlayStation 3, PlayStation Portable, Wii, Xbox 360                                                                     | Shaba Games / Treyarch / Griptonite Games                                                      | Activision                          |
| Spider-Man: Toxic City                                            | 2009 | Téléphone mobile | Gameloft                                                                                       | Marvel Comics                       |
| Spider-Man : Dimensions                                           | 2010 | PC (Windows), Nintendo DS, PlayStation 3, Wii, Xbox 360 | Beenox / Griptonite Games                                                                      | Activision                          |
| Spider-Man : Aux frontières du temps                              | 2011 | Nintendo 3DS, Nintendo DS, PlayStation 3, Wii, Xbox 360 | Beenox / Other Ocean Interactive                                                               | Activision                          |
| The Amazing Spider-Man                                            | 2012 | Nintendo 3DS, Nintendo DS, PC (Windows), PlayStation 3, PlayStation Vita, Wii, Xbox 360, Téléphone mobile (Android, iOS, BlackBerry 10)], Windows Phone 8, Wii U | Beenox / Other Ocean Interactive / Gameloft                                                    | Activision                          |
| Ultimate Spider-Man: Total Mayhem                                 | 2013 | Téléphone mobile (iOS, Android) | Gameloft                                                                                       | Gameloft                            |
| Spider-Man Unlimited                                              | 2013 | Téléphone mobile (iOS, Android, Windows Phone) | Gameloft                                                                                       | Gameloft                            |
| The Amazing Spider-Man 2                                          | 2014 | PC (Windows), Nintendo 3DS, PlayStation 3, PlayStation 4, Wii U, Xbox 360, Xbox One, Téléphone mobile (Android, iOS)                                             | Beenox / Gameloft                                                                              | Activision                          |
| Marvel's Spider-Man                                               | 2018 | PlayStation 4, PlayStation 5, PC (Windows) | Insomniac Games                                                                                | Sony Interactive Entertainment      |
| Marvel's Spider-Man: Miles Morales                                | 2020 | PlayStation 4, PlayStation 5, PC (Windows) | Insomniac Games                                                                                | Sony Interactive Entertainment      |
| Marvel's Spider-Man 2                                             | 2023 | PlayStation 5, PC (Windows) | Insomniac Games                                                                                | Sony Interactive Entertainment      |

## Jeux vidéo incluantSpider-Man
| Titre                               | Date | Plate-forme | Développeur                | Éditeur |
| ----------------------------------- | ---- | --- | -------------------------- | --- |
| The Revenge of Shinobi              | 1989 | Mega Drive, Mega-CD | Sega                       | Sega |
| The Punisher: The Ultimate Payback! | 1991 | Game Boy | Krome Studios Melbourne    | Acclaim Entertainment |
| Tony Hawk's Pro Skater 2            | 2000 | PC (Windows), Mac (Mac OS, OS X), PlayStation, Dreamcast, Nintendo 64, Xbox, Game Boy Color, Game Boy Advance, Téléphone mobile (Windows Mobile, Windows Phone, IOS) | Activision, Success, Aspyr | Neversoft, LTI Gray Matter, Westlake Interactive, Natsume, Treyarch, Vicarious Visions, Edge of Reality, Aspyr, Activision |